# Libertad Morán
Libertad Morán (1979) es una escritora española, especializada en narrativa de temática LGBT.
Fue finalista del Premio Odisea con su novela Llévame a casa en 2003. Ha publicado una trilogía sobre el personaje de Ruth, una treintañera madrileña con una vida sexual y sentimental ajetreada.

## Obra
- 2003: Llévame a casa, finalista del Premio Odisea.
- 2005: A por todas.
- 2006: Mujeres estupendas.
- 2007: Una noche más.
- 2012: Las chicas con las chicas. Relatos eróticos.
- 2012: Nadie dijo que fuera fácil.